# Aschistophleps
Aschistophleps är ett släkte av fjärilar. Aschistophleps ingår i familjen glasvingar.
Kladogram enligt Catalogue of Life:
| Aschistophleps | \| \| Aschistophleps lampropoda \| \| \| \| \| \| Aschistophleps metachrysis \| \| \| \| \| \| Aschistophleps ruficrista \| \| \| \| |
|                | \| \| Aschistophleps lampropoda \| \| \| \| \| \| Aschistophleps metachrysis \| \| \| \| \| \| Aschistophleps ruficrista \| \| \| \| |
|                | Aschistophleps lampropoda |
|                | |
|                | Aschistophleps metachrysis |
|                | |
|                | Aschistophleps ruficrista |
|                | |